# Calligrapha wickhami
Calligrapha wickhami är en skalbaggsart som beskrevs av Bowditch 1911. Calligrapha wickhami ingår i släktet Calligrapha och familjen bladbaggar. Inga underarter finns listade i Catalogue of Life.